# Jogo Aberto
Jogo Aberto é um programa esportivo brasileiro exibido pela Rede Bandeirantes, apresentado por Renata Fan desde do dia 5 de fevereiro de 2007 substituindo a primeira fase do Esporte Total. O programa também teve uma primeira fase entre os anos de 1996 e 1998, sendo apresentado pelo jornalista Ricardo Capriotti no Canal 21, canal irmão do Grupo Bandeirantes.

## História

### Primeira Fase
Em 21 de outubro de 1996, entrou no ar o Canal 21, pertencente ao Grupo Bandeirantes de Comunicação; e na grade de estreia da emissora incluía-se o programa Jogo Aberto exibido às 12h e era apresentado pelo jornalista Ricardo Capriotti. O programa era mostrava os gols da rodadas dos times de São Paulo. O programa ficou no ar até o ano de 1998.

### Segunda fase
Estreou no dia 5 de fevereiro de 2007, sendo apresentado pela jornalista Renata Fan, e atualmente é veiculado de segunda à sexta-feira, das 11h00 às 13h00 (horário de Brasília) para todo o Brasil. Devido à programação local, o programa acaba às 12h00, continuando apenas para São Paulo e afiliadas sem programação local e para as TVs por assinatura, enquanto em alguns outros estados são exibidos programas esportivos locais.

#### Primeira fase da Era Renata Fan (2007-2010)
No início, o programa também contava em seu elenco, com o ex-jogador Marcelinho Carioca, de longa passagem pelo Corinthians, porém, em junho de 2007, o Pé de Anjo voltou aos gramados, e, após cogitação de retorno ao Timão naquela ocasião, foi contratado pelo Santo André, equipe da cidade de Santo André, localizada no ABC paulista, que disputou a Série B do Campeonato Brasileiro daquele ano, e que, no ano de 2008, ainda com Marcelinho no elenco, o "Ramalhão" conquistou o tão sonhado acesso à Série A.
O Jogo Aberto também teve importantes presenças: do ex-jogador Müller, que estava insatisfeito e se transferiu para a SporTV em 2008, e do ex-árbitro Oscar Roberto Godói, que foi demitido em fevereiro de 2010 por críticas a diretoria da emissora durante a transmissão do jogo entre Ponte Preta e Corinthians, pelo Campeonato Paulista de 2010. Em 2020, após sair do programa Os Donos da Bola, o ex-jogador Edílson Capetinha, se junta ao Jogo Aberto, após desentendimentos com os também ex-jogadores Neto e Velloso. Porém, foi noticiado em outubro de 2021 o desligamento do comentarista da emissora Band, assim deixando o Jogo Aberto.
Em 11 de julho de 2014, Osmar de Oliveira, conhecido como Dr. Osmar, e que participava do debate, morre aos 71 anos, vítima de infarto. Por conta disso, o programa ficava nos últimos 2 meses e meio sem um comentarista especial no programa. A mudança veio em 6 de outubro de 2014, com a vinda de Paulo Roberto Martins, mais conhecido como Paulo Morsa, que trabalhou com Renata na Rede Record entre 2001 e 2006.
Em Minas Gerais em 2012, contava com o Jogo Aberto Local (com o nome de "Golasô", que era apresentado por Letícia Renna, ex-apresentadora do Globo Esporte local e no Rio Grande do Sul comandava Leonardo Meneghetti.
No Rio de Janeiro, existia o programa de mesmo nome voltado para o futebol do Rio de Janeiro, o Jogo Aberto Rio, apresentado por Larissa Erthal, e que contava com os comentários dos ex-jogadores  Djalminha e Pedrinho, Além disso o programa era transmitido simultaneamente pela TV Band DF para o Distrito Federal. que a partir do 13 de janeiro de 2014 substituiu o Jogo Aberto rede apresentado por Renata Fan, sendo exibido no mesmo horário. Em 27 de março de 2015, após contenção de despesas, a emissora decide cancelar a versão carioca, que foi exibido pela última vez em 3 de abril de 2015.
Desde 8 de junho de 2015, o programa também é exibido no BandSports no horário alternativo das 17h30.
Em 1 de agosto de 2017, é anunciado que o Jogo Aberto passará a ter edições aos sábados, estas que serão ancoradas por Larissa Erthal. A edição foi ao ar as 14h00 e estreou em 5 de agosto. A edição foi encerrada em outubro, por causa da renovação, pela Band, dos direitos de transmissão do NBB, no mês de outubro.
Em 16 de fevereiro de 2021, após seis anos, a emissora demite o comentarista Paulo Morsa. Pouco tempo depois, o programa passou a ter na equipe os comentaristas Edílson e João Paulo Cappelanes.
Em março, o Jogo Aberto, em parceria da Band com o site de vídeos Kwai, lança o Microfone Aberto, reality show que terá com objetivo escolher um novo comentarista para o programa. Em 22 de junho, foi anunciado o vencedor do reality: João Pedro Sgarbi, estudante de publicidade e propaganda, foi escolhido para ser comentarista do jornal esportivo.
Em 29 de abril de 2022, foi anunciada a saída da emissora de Heverton Guimarães, que fazia o debate SP+MG, mas em 18 de maio, foi anunciado que ele ficará na Band, após pedidos da direção nacional de esportes e da equipe da atração. Porém, em 24 de junho, ele deixou o programa de forma definitiva, uma vez que a versão mineira do programa Os Donos da Bola, apresentada pelo próprio Heverton, será exibido a partir do dia 27 mais cedo, ao 12h30, horário em que ele participava do debate do Jogo Aberto. Porém, após reviravoltas, Heverton Guimarães continua fazendo aparições no programa.
No fim de 2024, após quase 15 anos de parceria diária com Renata Fan, Denilson deixou de ser comentarista do Jogo Aberto, para se transferir para o Grupo Globo: "Entrei um menino e estou saindo um homem'', destacou o ex-jogador na sua despedida. No início de 2025 a Band promoveu algumas mudanças para repor a saída que foi sentida pelo público, o ex-jogadores Cicinho e Edu Dracena foram contratados e passaram, desde 31 de março, a participar diariamente do programa junto com Ronaldo Giovanelli e Renata Fan.

## Controvérsias
Em 2009 o programa entrou no 16.º ranking "Quem Financia a Baixaria é Contra a Cidadania", que é formado por denúncias de telespectadores e pelo Comitê de Acompanhamento da Programação (CAP), onde estão como representantes mais de 60 entidades que assessoram a Comissão de Direitos Humanos e  Minorias da Câmara dos Deputados para criar a lista com o "Ranking da Baixaria na TV". Segundo a Agência Câmara Notícias, foram 88 denúncias fundamentadas sobre desrespeito às torcidas de futebol, incitação à violência e vocabulário impróprio para o horário.
| 2020 \| Pos. \| Nome \| Clube \| \| ---- \| ------------------------------- \| ----------------------- \| \| G \| Weverton \| Palmeiras \| \| LD \| Fagner \| Corinthians \| \| Z \| Gustavo Gomez \| Palmeiras \| \| Z \| Lucas Veríssimo \| Santos \| \| LE \| Guilherme Arana \| Atlético Mineiro \| \| V \| Gerson \| Flamengo \| \| V \| Matheus Henrique e Daniel Alves \| Grêmio São Paulo \| \| M \| Éverton Ribeiro \| Flamengo \| \| A \| Marinho \| Santos \| \| A \| Luciano \| São Paulo \| \| A \| Thiago Galhardo \| Internacional \| \| T \| Eduardo Coudet e Fernando Diniz \| Internacional São Paulo \| |                                 |                         |
| Pos. | Nome                            | Clube                   |
| G | Weverton                        | Palmeiras               |
| LD | Fagner                          | Corinthians             |
| Z | Gustavo Gomez                   | Palmeiras               |
| Z | Lucas Veríssimo                 | Santos                  |
| LE | Guilherme Arana                 | Atlético Mineiro        |
| V | Gerson                          | Flamengo                |
| V | Matheus Henrique e Daniel Alves | Grêmio São Paulo        |
| M | Éverton Ribeiro                 | Flamengo                |
| A | Marinho                         | Santos                  |
| A | Luciano                         | São Paulo               |
| A | Thiago Galhardo                 | Internacional           |
| T | Eduardo Coudet e Fernando Diniz | Internacional São Paulo |